# At What Cost
Albums de GoldLink
And After That, We Didn't Talk
(2015) Diaspora
(2019)
Singles
1. Crew
Sortie : 16 décembre 2016
2. Meditation
Sortie : 10 mars 2017
3. Pray Everyday (Survivor's Guilt)
Sortie : 17 mars 2017

At What Cost est la troisième mixtape du rappeur américain GoldLink, sorti le 24 mars 2017 sur le label RCA Records.

## Historique
Le 16 décembre 2016, GoldLink publie le premier single de son prochain album, Crew. Il est suivi des singles Meditation et Pray Everyday (Survivor's Guilt) en mars 2017.

## Réception
At What Cost est reçu favorablement par la critique. Sur le site Metacritic, il obtient le score de 71/100, basé sur cinq critiques.
Exclaim! donne un 7/10 à l'album et résume : « C'est assez authentique pour que les puristes l'apprécient, mais suffisamment universel pour conserver un attrait pour un public plus large ». Mehan Jayasuriya du site Pitchfork se montre positif et avance que « GoldLink approfondit l’histoire musicale de sa ville, poussant les rythmes élastiques du go-go et du funk au premier plan tout en gardant un pied fermement ancré dans le moment présent ».

## Liste des titres
| No  | Titre                                                 | Auteur                                                                                         | Producteur(s)                                          | Durée |
| --- | ----------------------------------------------------- | ---------------------------------------------------------------------------------------------- | ------------------------------------------------------ | ----- |
| 1.  | Opening Credit                                        | - D'Anthony Carlos - Javon Gant                                                                |                                                        | 1:07  |
| 2.  | Same Clothes As Yesterday (featuring Ciscero)         | - Carlos - Michael Anthony White, Jr. - Everett Ray - Alexander Ben-Abdallah - Ciscero Simmons | - Darth Olympian - Ray - Louie Lastic (add.)           | 3:20  |
| 3.  | Have You Seen That Girl?                              | - Carlos - Louis Kevin Celestin                                                                | Kaytranada                                             | 2:42  |
| 4.  | Hands On Your Knees (featuring Kokayi)                | - Carlos - Celestin - Carl Walker                                                              | Kaytranada                                             | 1:55  |
| 5.  | Meditation (featuring Jazmine Sullivan et Kaytranada) | - Carlos - Celestin - Jazmine Sullivan - Michael Denne - Ken Gold                              | Kaytranada                                             | 4:18  |
| 6.  | Herside Story (with Hare Squead)                      | - Carlos - Tony Lomena - Jessy Kalala - Henoc Cubuca - Felix Joseph                            | - Hare Squead - Joseph                                 | 3:03  |
| 7.  | Summatime (featuring Wale et Radiant Children)        | - Carlos - Marco Bernardis - Olubowale Akintimehin - Fabienne Holloway                         | Radiant Children                                       | 3:43  |
| 8.  | Roll Call (featuring Mýa)                             | - Carlos - Ben-Abdallah - Fred David Jenkins - Jamar Aaron Beckett - Mýa Harrison              | Louie Lastic                                           | 3:20  |
| 9.  | The Parable of the Rich Man (featuring April George)  | - Carlos - Matt Martin - Taz Arnold                                                            | - Matt Martians - Arnold (add.) - Bill Pettaway (add.) | 4:19  |
| 10. | Crew (featuring Brent Faiyaz et Shy Glizzy)           | - Carlos - Travis Walton - Christopher Wood - Marquis King                                     | Walton                                                 | 2:59  |
| 11. | We Will Never Die (featuring Lil Dude)                | - Carlos - Rupert Thomas, Jr. - Guy Clark                                                      | Sevn Thomas                                            | 4:02  |
| 12. | Kokamoe Freestyle                                     | - Carlos - Sidney Swindail                                                                     | Swindail                                               | 3:43  |
| 13. | Some Girl (featuring Steve Lacy)                      | - Carlos - Lacy - Arnold                                                                       | - Lacy - Arnold                                        | 5:42  |
| 14. | Pray Everyday (Survivor's Guilt)                      | - Carlos - Thomas Jr. - Joshua Scruggs - Axel Morgan                                           | - Sevn Thomas - Syk Sense - Axl Folie                  | 3:47  |

## Classements hebdomadaires
| Classement (2017)               | Meilleure position |
| ------------------------------- | ------------------ |
| États-Unis (Billboard 200)      | 127                |
| États-Unis (Heatseekers Albums) | 14                 |
| France (SNEP Téléchargement)    | 82                 |